# Reconstruction de Lorient
La reconstruction de Lorient correspond à la reconstruction de la ville de Lorient après la Seconde Guerre mondiale.

## Contexte historique
Le 21 juin 1940, les Allemands entrent à Lorient. Les bombardements alliés commencent dès le mois de septembre 1940. Les destructions les plus importantes sont opérées en janvier et février 1943. En 1945, environ 85 % des logements ont été détruits, mais cette moyenne a été dépassée dans certains quartiers ; l'intra-muros compte entre 95 et 100 % de destructions.

## Plan de reconstruction
Le plan de 1947 reprend des idées développés dans les années 1920.

## Reconstruction
La Libération pose la question de la prise en charge des travaux de déminage. L'ordonnance 45-271 du 21 février 1945 crée la Direction du Déminage sous la direction de Raymond Aubrac et sous l'autorité du ministère de la Reconstruction et de l'Urbanisme.
La reconstruction proprement dite démarre en 1947 pour prendre un essor réel en 1949-1950.
L'office public communal d'H.L.M. (H.B.M. avant la guerre) recommence à fonctionner en 1949 et, à cette date, il gèret 80 logements. Dix ans plus tard, il doit en gérer 2 500.
La moyenne journalière de trafic calculée d'après les comptages effectués en 1955 donne 4 000 bicyclettes, 2 300 motocyclettes et vélomoteurs, 6 700 véhicules à quatre roues, alors qu'en 1939 on notait par jour environ 2 000 véhicules de toutes catégories.